# Linie následnictví srbského trůnu
Následnictví srbského (a bývalého) jugoslávského trůnu užívalo jako systému určení následnictví trůnu salické právo. Následnictví jugoslávského trůnu bylo určeno v ústavě z roku 1931 (článek 36) a vycházelo z následnictví předchozího Srbského království. Podle salického práva mohli trůn zdědit pouze mužští potomci krále Petra I., vnuka Karađorđe Petroviće.
Současným pretendentem srbského (resp. jugoslávského) trůnu je Alexandr II. Karađorđević, syn krále Petra II. Karađorđeviće. Princ Alexandr Karađorđević je přes svou babičku Marii v 26. generaci potomkem středověkých srbských králů z rodu Nemanjićů.

## Současná linie následnictví
Linie následnictví srbského trůnu je následující:
- - Alex (1801–1830)
    - Jiří (1827–1884)
      - Princ Alex (1859–1920)
      - Princ Božidar (1862–1908)

  -  Kníže Alexandr (1806–1885)
    - Alex (1836–1841)
    - Dědičný kníže Svetozar (1841–1847)
    -  Král Petr I. (1844–1921)
      - Princ Jiří (1887–1972)
      -  Král Alexandr I. (1888–1934)
        -  Král Petr II. (1923–1970)
          -  Korunní princ Alexandr (* 1945)
            - Princ Petr (* 1980)
            - (1) Dědičný princ Filip (* 1982)
              - (2) Princ Štěpán (* 2018)

            - (3) Princ Alexandr (* 1982)

        - Princ Tomislav (1928–2000)
          - (4) Princ Mikuláš (* 1958)
          - (5) Princ Jiří (* 1984)
          - (6) Princ Michael (* 1985)

        - Princ Ondřej (1929–1990)
          - Princ Kryštof (1960–1994)
          - (7) Princ Vladimír (* 1964)
            - Princ Kirill (2001–2001)

          - (8) Princ Dimitrij (* 1965)

      - Princ Ondřej (1890–1890)

    - Princ Ondřej (1848–1864)
    - Princ Jiří (1856–1889)
    - Princ Arsen (1859–1938)
      -  Princ regent Pavel (1893–1976)
        - Princ Alexandr (1924–2016)
          - Princ Dimitrij (* 1958)
          - Princ Michael (* 1958)
          - Princ Sergej (* 1963)
            - (nelegitimní) Umberto (* 2018)

          - Princ Dušan (* 1977)

        - Princ Nikolas (1928–1954)

Pokud by vymřeli po meči tito možní následníci trůnu (potomci Petra I.), může král určit jako svého dědice svého příbuzného z vedlejší (nedynastické) větve dynastie Karađorđevićů. Pokud by takto král neučinil a zemřel bez dědiců, je na parlamentu, aby vybral a zvolil nového krále z vedlejší větve královské dynastie Karađorđevićů (potomci prince Arsena, mladšího bratra krále Petra I.). V tomto případě by se mohli následníky trůnu stát:
Ovšem při vymření i těchto příslušníků rodu (což by vedlo k vymření celého rodu) by následnictví trůnu přešlo k nejbližšímu mužskému potomku posledního krále v ženské linii.